# ニューギニアナガクビガメ
ニューギニアナガクビガメ（学名：Chelodina novaeguineae）は、ヘビクビガメ科ナガクビガメ属に分類されるカメ。

## 分布
種小名novaeguineaeは「ニューギニアの」の意。現在はニューギニア島固有種だが、ニューギニア島固有のナガクビガメ属（オオナガクビガメ属も含む）は本種のみではない。
模式標本の産地（模式産地）はパプアニューギニア。インドネシア（パプア州南東部）、パプアニューギニア（ニューギニア島領の南西部）

## 形態
甲長22cm。背甲は上から見ると細長い卵型。第5椎甲板は縦幅よりも横幅の方が大きい。第1縁甲板と第2縁甲板は同じ大きさもしくは第1縁甲板の方が大きい。成体は背甲の甲板に皺が入る個体が多い。背甲の色彩は黒や濃褐色。腹甲は大型。喉甲板と喉間甲板の継ぎ目（シーム）は肩甲板と喉間甲板のシームより長い。また喉甲板と喉間甲板のシームは喉甲板と肩甲板のシームより長い。腹甲の色彩は一様に淡黄色や褐色。
頸部の長さは甲長の55-60%で、ナガクビガメ属内では平均的もしくはやや短い。頭部、四肢の背面は黒く、腹面や吻端、鼓膜は白いため背面と腹面のコントラストは明瞭。
幼体は腹甲、頭部や四肢の腹面が黒一色で、黄色やオレンジ色の斑紋が入りこの斑紋が吻端にも入る。成長に伴い黒い部分は消失する。
本種から1994年にインドネシア（ロティ島）の個体群がマコードナガクビガメ、パプアニューギニア（ニューギニア島南東部）の個体群がプリチャードナガクビガメ、2002年にオーストラリア北部の個体群がカンナガクビガメとして分割され独立種となった。

## 生態
流れの緩やかな河川や湖沼等に生息する。
食性は動物食で、魚類、昆虫類、甲殻類、貝類等を食べる。
繁殖形態は卵生。

## 人間との関係
インドネシアでは政府により保護動物に指定されている。
ペットとして飼育されることもあり、日本にも輸入されている。以前から輸入されていると思われていたが、実際には本種の名前で流通していたのはマコードナガクビガメだった。最近になり本種そのものも流通するようになったがsulcifera（スルシフェラ）やipunabi（イプナビ）等の別の名前がつけられていた。流通量は少ないが、主に繁殖個体が流通し日本国内での飼育下繁殖例もある。